# 1980 في العراق
فيما يلي قوائم الأحداث التي وقعت خلال عام 1980 في العراق.

## احداث
اندلاع حرب الخليج الأولى في 22 سبتمبر 1980 إلى 20 أغسطس 1988

## أفلام
من الأفلام التي صدرت هذه السنة في العراق:
- 1 يناير – الأيام الطويلة من إخراج تيرينس يونغ.

## مواليد

### مارس
- 24 مارس – عدنان طعيس منافِس أوليمبي عراقي.

### أبريل
- 15 أبريل - محمد ناجي ممثل كوميدي عراقي توفي عام 2021.

### أكتوبر
- 18 أكتوبر – فيصل غازي فيصل لاعب كرة قدم عراقي.

## وفيات

### يناير
- 1 يناير – آسيا توفيق وهبي (مواليد 1901) باحثة وكاتبة ومن رائدات النهضة النسوية في العراق.
- 1 يناير – بنت الهدى الصدر (مواليد 1937)
- 1 يناير – موسى كاظم بك (مواليد 1895) وزير واداري وقائد عسكري.

### أبريل
- 9 أبريل – محمد باقر الصدر (مواليد 1935)

### مايو
- 11 مايو – ناجي شوكت (مواليد 1893)

### يونيو
- 26 يونيو – إغناطيوس يعقوب الثالث (مواليد 1912)

### يوليو
- 3 يوليو – عبد الحميد شرف (مواليد 1939)